# Francis Reusser
Francis Reusser (Vevey, 1 de desembre de 1942 – Bex, 10 d'abril de 2020) és un cineasta suís. Ha adaptat diverses novel·les de Charles-Ferdinand Ramuz, incloses Derborence i La Guerre dans le Haut-Pays.
Per a Elisabeth Chardon "Reusser va ser capaç de ser el cineasta d'un territori, entre llac i muntanya, transposar Ramuz i Rousseau, fer pel·lícules costumistes, i tot això sense conservadorisme, sinó al contrari sempre experimentant, apassionat de les tècniques, amb una preocupació extrema per la imatge i el so, i buscant sempre reflectir, de manera crítica, la nostra humanitat, i el nostre temps".
Paral·lelament a tota la seva carrera cinematogràfica, Francis Reusser ha produït sovint documentals i ficció per a la Télévision suisse romande.

## Biografia

### Els anys rebels
Francis Reusser va néixer l'any 1942 a Vevey. Va quedar orfe als 12 anys. Nen rebel, va passar el final de la seva adolescència en un correccional. Va ser figurant a la Fête des Vignerons el 1955.
Aleshores Francis Reusser es va formar com a fotògraf al l'Escola d'Arts i Oficis de Vevey. Va estar a la mateixa classe que el fotògraf Bruno Barbey i el cineasta Simon Edelstein. Treballa com a fotògraf de premsa a la “Semaine Sportive” de Ginebra i va ser aprenent de càmera a la Télévision Suisse Romande.
Cineasta compromès, va participar en totes les lluites socials i culturals dels anys 68. Signa diversos cine-tracts. Participa a les manifestacions del Comité Action Cinéma a Lausanne, ce qui lui vaut d'être emprisonné quelque temps.
L'any 1977, amb el professor de cinema François Albera, va fundar la secció d'audiovisual de l'Escola Superior d'Arts Visuals (ESAV), que més tard esdevingué el CAP de Ginebra.
Tanmateix, 23 anys més tard, es va reconciliar amb la institució oficial amb la pel·lícula Visages suisses produïda per Claude Richardet en el marc de les celebracions del 700è aniversari de la Confederació Suïssa l'any 1991. Francis Reusser va crear el vincle entre els curtmetratges dels 13 directors de les quatre regions lingüístiques de Suïssa, filmant un avi i la seva néta que fan un recorregut en tren per Suïssa per dreceres.

### Les seves primeres pel·lícules compromeses
La carrera del cineasta Reusser va començar l'any 1964 amb Antoine et Cléopâtre, una pel·lícula molt inspirada en les primeres pel·lícules de Jean-Luc Godard. El 1966 va dirigir una de les quatre pel·lícules de Quatre d'entreelles, una obra col·lectiva signada amb els cineastes Yves Yersin, Jacques Sandoz i Claude Champion. La pel·lícula es presenta al festivals de Canes i al Locarno.
Sempre en rebel·lió contra la societat i els pares, és coguionista amb Patricia Moraz de Vive la mort, el seu primer llargmetratge de ficció produït per Freddy Landry (Milos Films). La pel·lícula es va presentar a La Quinzaine des Réalisateurs a Canes el 1969.
L'any següent, en línia amb el treball iniciat amb els ciné-tracts, va produir amb el col·lectiu Rupture el documental une révolution, una de les primeres pel·lícules rodades a campaments palestins.
Encara amb la guionista Patricia Moraz, va signar Le Grand Soir l'any 1976. Una reflexió desencantada sobre aquesta famosa "gran nit" que no va passar realment el 1968. La pel·lícula guanya Pardo d'Oro al Festival Internacional de Cinema de Locarno.
Cinc anys més tard, el 1981, va dirigir Seuls, una obra més poètica amb actors de prestigi: Niels Arestrup, Bulle Ogier, Michael Lonsdale, Christine Boisson i Olimpia Carlisi. Francis Reusser admet sense problemes que és la seva pel·lícula preferida. Va ser seleccionat a la Quinzena de Cineastes de Canes i al Festival de Locarno.

### A la recerca de Ramuz i Hodler
Deixant la ciutat i el llac Léman, Reusser gira llavors la seva càmera en direcció a les muntanyes suïsses.
La pel·lícula Derborence es va rodar l'any 1985 a les pastures de muntanya de Derborence, sota la glacera des Diablerets, al cantó de Valais amb Isabel Otero, Jacques Penot i Bruno Cremer. Està produïda per Jean-Marc Henchoz. És alhora una reconstrucció històrica i una visió moderna de la novel·la de Ramuz, la pel·lícula impressionarà amb el seu lirisme. És el major èxit popular de Francis Reusser. La pel·lícula va ser seleccionada en competició al Festival de Canes i va guanyar el César a la millor pel·lícula francòfona.
A La Guerre dans le Haut Pays, una altra adaptació de l'escriptor Charles Ferdinand Ramuz, Reusser va revelar l'actriu Marion Cotillard el 1999. L'acció té lloc entre 1797 i 1798 quan les les tropes napoleòniques van ocupar la regió de Vaud. La pel·lícula es presenta a competició al Festival Internacional de Cinema de Berlín i representarà a Suïssa per l'Oscar a la millor pel·lícula de parla no anglesa.
Hi ha una semblança real entre el pintor suís Ferdinand Hodler i Francis Reusser. "Hodler va pintar paisatges així com les persones que els habiten. I amb Reusser va ser algú que no va dissociar els paisatges de la gent que els travessa”. El seu darrer projecte, que es va quedar en l'etapa de guió, es va interessar precisament per Hodler i el món dels farsants.

### De la muntanya al mar
Francis Reusser torna a baixar a la plana per a la seva següent pel·lícula, La Loi sauvage (1988) amb Lucas Belvaux i Michel Constantin, un thriller desencantat al voltant de la figura del pare que flueix pel Roine des del Valais fins al mar. Després torna a pujar a les muntanyes per signar una autèntica comèdia musical Jacques et Françoise, adaptada de Pauvre Jacques de Carlo Boller (1991).
L'any 2003, rememora els seus anys d'activisme i utopies amb Les Printemps de notre vie (2003) on es retroba amb amics i testimonis de l'època dels projectes col·lectius que posaven a prova el referents d'un imaginari col·lectiu provat pel temps.
Admirant sempre els grans filòsofs, va fer una pel·lícula per a televisió, Voltaire et l'Affaire Calas (2007) amb Claude Rich en el paper de Voltaire. Després Ma nouvelle Héloïse (2012), una relectura molt personal de la novel·la epistolar de Jean-Jacques Rousseau.

### Premonició i testament
El 1994, va dirigir amb la seva companya Emmanuelle de Riedmatten Passages de la Recherche sobre el tema de la investigació diària del càncer. Filmen tres investigadors de l'Institut Suís d'Investigació Experimental del Càncer situat a Épalinges vora de Lausana. I com a contrapunt, a Tavannes al seu apartament, Mireille, una jove amb càncer, escriu sobre la seva malaltia al seu diari. 26 anys més tard, Francis Reusser està afectat per la malaltia.
La seva última pel·lícula de La Séparation des traces (2018), és un assaig autobiogràfic amarg i divertit que et fa venir ganes per tornar a veure tota la seva obra. El seu fill Jean Reusser és codirector de la pel·lícula, ha muntat totes les seves pel·lícules des del 2007. Menció especial del jurat al Festival Visions du Réel a Nyon el 2018.
Finalment dirigeix, des de la seva habitació d'hospital, un darrer curtmetratge en seqüència Le Voyage du Comédien on només apareixen les mans del cineasta…
El setembre de 2019, durant una de les seves últimes aparicions públiques, va rebre el Gran Premi de la Fondation vaudoise pour la Culture de mans del director Lionel Baier i de la consellera d'Estat Cesla Amarelle.

## Filmografia
- 1967 : Vive la mort
- 1976 : Le Grand Soir
- 1981 : Seuls
- 1985 : Derborence
- 1988 : La Loi sauvage
- 1991 : Jacques et Françoise
- 1991 : Visages suisses (pel·lícula oficial del 700è aniversari de la Confederació Suïssa. Pel·lícula col·lectiva)
- 1994 : Passages de la Recherche (documental sobre la recerca del càncer)
- 1999 : La Guerre dans le Haut Pays
- 2002 : Les Printemps de notre vie
- 2005 : Une femme blessée (curtmetratge)
- 2007 : Voltaire et l'affaire Calas (telefilm)
- 2012 : Ma nouvelle Héloïse
- 2014 : La Terre promise
- 2018 : La Séparation des traces

## Distincions
- 1976: Festival Internacional de Cinema de Locarno - Guanyador del Lleopard d'Or per Le Grand Soir
- 1985: Festival de Canes - Nominat a la Palma d'or per Derborence
- 1986: César du cinema - Guanyador de la Millor pel·lícula de parla francesa per Derborence
- 1994: Passages de la Recherche - Menció especial del jurat a les Trobades Internacionals Científicos Audiovisuals a la Torre Eiffel 1994
- 1998: Berlinale – Nominat a l'Os d'Or nominat per La Guerre dans le Haut Pays
- 1999: Festróia - Nominada al Golfinho d'or per La guerre dans le Haut Pays
- 2018 : Visions du Réel - Guanyador del trofeu Menció especial per La Séparation des Traces, compartit amb Jean Reusser
- 2018 : Visions du Réel – Nominada al Sesterce d'argent a la millor pel·lícula suïssa per La Séparation des Traces
- 2019 : Jornades Cinematogràfiques de Soleure – Nominada al Prix du public per La Séparation des Traces